# Jean E. Sammet
Jean E. Sammet (23 de março de 1928 – 20 de maio de 2017) foi uma cientista da computação americana que desenvolveu a linguagem FORMAC em 1962.
Se formou como bacharel em matemática pelo Mount Holyoke College em 1948 e como mestra em matemática pela Universidade de Illinois em Urbana-Champaign no ano de 1949. Trabalhou por 27 anos para a IBM, onde desenvolveu o FORMAC, a primeira linguagem de computador amplamente utilizada para manipulação simbólica de fórmulas matemáticas. Sammet também integrou a subcomissão que criou a linguagem COBOL. Foi presidente da ACM no período de 1974-1976.

## Vida Pessoal
Jean E. Sammet nasceu em 23 de março de 1928, em Nova York. Jean e sua irmã Helen eram filhas de Harry e Ruth Sammet, ambos advogados. Jean e Helen frequentaram escolas públicas de ensino fundamental em Manhattan. Sammet tinha um forte interesse em matemática, mas não pôde frequentar a Escola Superior de Ciências do Bronx porque não aceitava meninas. Em vez disso, Sammet frequentou a Julia Richman High School.
Sammet optou por se matricular em Mount Holyoke College com base na força de seu programa de matemática, onde se formou em matemática e fez cursos de educação, o que lhe permitiu ser certificada para ensinar matemática no ensino médio em Nova York. Ela ministrou em ciência política. Depois de se formar em Mount Holyoke, seguiu seus estudos de pós-graduação na Universidade de Illinois, onde recebeu seu mestrado em 1949. Enquanto cursava para obter seu título de Ph.D., foi assistente de ensino no departamento de matemática da Universidade de Illinois, de 1948 a 1951.  Quando Sammet se deparou pela primeira vez com um computador, em 1949, na Universidade de Illinois, ela não ficou impressionada, considerando-o uma peça obscena de hardware.
Em 1951, começou a procurar uma vaga na área de educação. Foi obrigada a procurar cargos em Nova Jersey, pois a cidade de Nova York não estava contratando novos professores. As autoridades de Nova Jersey determinaram que faltavam dois cursos no currículo de Sammet: um curso de educação e um de história de Nova Jersey. Sammet foi contra essa determinação, afirmando que seu conhecimento da história de Nova Jersey não influenciava na sua capacidade de ensinar matemática no ensino médio. Isso a forçou a buscar outros tipos de emprego.

## Trabalho
Em 1951, assumiu um cargo na Metropolitan Life Insurance Company como trainee de atuário. Ela concordou em participar de um programa de treinamento interno para aprender sobre máquinas de contabilidade de cartões perfurados. Sammet transacionou para as máquinas de contabilidade eletrônica, mas não teve oportunidade de trabalhar com as máquinas depois que seu treinamento foi concluído. Ela deixou sua posição no escritório de seguros e se matriculou na Universidade de Columbia para obter um Ph.D. em matemática. Trabalhou como assistente de ensino no Barnard College durante o ano letivo de 1952-1953, antes de decidir que a vida acadêmica não era para ela.
De 1953 a 1958, Sammet foi matemática da Sperry Gyroscope em Nova York. Ela passou um tempo trabalhando em problemas de análise matemática para clientes e rodou um computador analógico. Além disso, trabalhou no programa de submarino do Departamento da Marinha durante seu tempo lá. No início de janeiro de 1955, iniciou sua vida como programadora. A Sperry Gyroscope estava trabalhando em um computador digital, o Sperry Electronic Digital Automatic Computer (SPEEDAC) e pediu que Sammet fosse a programadora dele. Sua primeira tarefa foi escrever o load básico para o SPEEDAC, que era um programa de 20 linhas que levava três dias para alternar do computador manual para binário.
Sammet se tornou a líder do grupo do que foi chamado de "open shop" no momento em que a Sperry começou a contratar mais programadores. A “loja aberta” consistia em programadores atuando como consultores para os engenheiros e cientistas envolvidos que os ajudaram a escrever e testar suas rotinas. O grupo produziu outro software e se concentrou em cálculos científicos e de engenharia. Em 1955, a Sperry Gyroscope e a Remington Rand fundiram-se e tornaram-se a Sperry Rand. Essa fusão permitiu que Sammet acessasse o computador UNIVAC I e Grace Hopper.
No outono de 1956, Sammet lecionou um dos primeiros cursos de pós-graduação em programação de computadores no departamento de Matemática Aplicada do Adelphi College (hoje Universidade) em Long Island. Apesar do fato da Adelphi não ter um computador e existirem poucos livros didáticos sobre programação na época, Sammet foi capaz de lecionar dois cursos durante dois anos.
Sammet decidiu deixar a Sperry para trabalhar em uma empresa com foco em computadores. Os classificados na época eram separados por gênero e Sammet não conseguiu encontrar uma vaga para uma mulher em qualquer área em que estivesse interessada, então decidiu examinar a lista masculina e encontrou um cargo de engenheiro na Sylvania Electric Products, em Needham, Massachusetts. Em vez disso, foi contratada para supervisionar o desenvolvimento de software para o projeto MOBIDIC por Carl Hammer, o responsável pelo desenvolvimento de software da Sylvania.
Em 1959, Sammet e cinco outros programadores estabeleceram grande parte do design da
influente linguagem de programação COBOL, em uma proposta escrita em um intervalo de
duas semanas que acabou sendo aceita pelos clientes do governo americano de Sylvania.

## Laços com a ACM
Por volta de 1965 ou 1966, Sammet percebeu a necessidade de trocar informações intelectuais com outras pessoas que trabalhavam com linguagens e softwares enquanto ela trabalhava na FORMAC. Ela foi membro da ACM durante vários anos, mas não estava ativa até iniciar um grupo de interesse especial que lhe permitisse falar com outros profissionais da área. Depois de algumas tentativas fracassadas de contatar a pessoa encarregada dos Grupos de Interesse Especial e Comitês de Interesse Especial da ACM, Sammet contatou George Forsythe, presidente da ACM de 1964 a 1966, que nomeou-a como Presidente do Comitê de Interesse Especial em Manipulação Simbólica e Algébrica.
A fim de ganhar relevância no SICSAM, Sammet escreveu cartas para as pessoas que ela identificou através de publicações e do que estava acontecendo na área naquele momento. Ela identificou pessoas no Bell Labs, Carnegie Mellon e IBM que estavam em diferentes divisões e grupos. Sammet enfrentou resistência do grupo de interesse em análise numérica na ACM. Cerca de cinco anos após a criação do SICSAM, houve uma conferência sobre software matemático chamada SIGNUM. Sammet afirma que ela lutou para montar uma tese na SIGNUM porque o grupo não estava interessado em análises não numéricas desse tipo de atividade. Com a assistência dos interessados no SICSAM, Sammet organizou uma conferência realizada em março de 1966, que foi o Simpósio sobre Manipulação Simbólica e Algébrica (SYMSAM).
Em junho de 1966, Tony Oettinger foi eleito presidente da ACM e Sammet foi eleita Representante Regional do Nordeste (1966-1968). Ela também foi membro do Conselho da ACM e palestrante da ACM (1967, 1968 e 1972). Bernie Galler foi eleito presidente da ACM em 1968 e, em agosto de 1968, Sammet tornou-se presidente do Comitê da ACM sobre SIGs e SICs .
Em 1971 ela foi eleita presidente da SIGPLAN. Ela cumpriu um ano de mandato antes de renunciar pois foi eleita vice-presidente da ACM em 1972. Como presidente da SIGPLAN, ela organizou conferências entre a SIGPLAN e diversos grupos de interesse especial. Sammet afirmou que essas conferências foram organizadas com base no reconhecimento de como as linguagens de programação fundamentais eram para diferentes aspectos dentro da computação.
Sammet foi vice-presidente da ACM de junho de 1972 a junho de 1974. Trabalhando com o presidente da ACM na época, Tony Ralston, Sammet fez das finanças da ACM uma prioridade. Durante seu mandato de vice-presidência, a ACM quase faliu. Sammet convenceu Ralston a realizar um fórum de membros antes de sua conferência anual. Sammet encorajou esta ação com base em seu reconhecimento de que a ACM não tinha uma maneira realista de se comunicar com os membros.

## Morte
Sammet morreu em 20 de Maio de 2017, em Silver Spring, Maryland, depois de um breve período doente.

## Produções bibliográficas
- SAMMET, Jean E (1969). Programming Languages: History and Fundamentals. Englewood Cliffs, New Jersey: Prentice Hall. 785 páginas. ISBN 0-13-729988-5
- SAMMET, Jean E (1972). "Programming Languages: History and Future". Communications of the ACM. 15 (7): 601–610. doi:10.1145/361454.361485.
- Detailed description of Cobol, 1960

## Prêmios
- 1975: foi nomeada membro honorário da UPE (the International Honor Society for the Computing and Information Sciences) em 8 de Outubro de 1975.
- 1989 Recipiente do prêmio Lovelace Award[8]
- 1994: Fellow of the Association for Computing Machinery
- 1997: SIGPLAN Distinguished Service Award (Jan Lee e Jean E. Sammet)
- 2001: Fellow da Computer History Museum; por suas contribuições para a área de linguagens de programação e sua história[9]
- 2009: Computer Pioneer Award Recipient (IEEE Computer Society)[10]
- 2013: NCWIT Pioneer Award [11]